# Eleição da cidade-sede dos Jogos Olímpicos de Inverno de 1998
A eleição da cidade-sede dos Jogos Olímpicos de Inverno de 1998 ocorreu em 15 de junho de 1991, durante a 97ª Sessão do COI, realizada em Birmingham, Reino Unido. Cinco cidades eram candidatas:
- Aosta
- Jaca
- Nagano
- Östersund
- Salt Lake City

A votação seguiu o procedimento habitual: na primeira rodada, cada membro do COI com direito a voto escolheria uma das cinco candidatas. No final, caso nenhuma atingisse a maioria absoluta, a menos votada era eliminada (em caso de empate, as duas cidades empatadas passariam por uma votação extra) e a votação recomeçava com as restantes, até que essa condição fosse satisfeita, o que só aconteceu na última rodada, com a vitória de Nagano sobre Salt Lake City:
| Cidade         | CON            | 1ª rodada | Desempate | 2ª rodada | 3ª rodada | 4ª rodada |
| -------------- | -------------- | --------- | --------- | --------- | --------- | --------- |
| Nagano         | Japão          | 21        | -         | 30        | 36        | 46        |
| Salt Lake City | Estados Unidos | 15        | 59        | 27        | 29        | 42        |
| Östersund      | Suécia         | 18        | -         | 25        | 23        | -         |
| Jaca           | Espanha        | 19        | -         | 5         | -         | -         |
| Aosta          | Itália         | 15        | 29        | -         | -         | -         |